# Hornavan
Hornavan [′hu:rna:van] es un lago en Suecia septentrional. Se encuentra en el municipio de Arjeplog en la provincia de Laponia sueca, administrativamente conocida como provincia de Norrbotten.

## Geografía
Se encuentra en los Alpes escandinavos, a una altitud de 425 metros. La ciudad de Arjeplog se encuentra en su orilla suroccidental. El lago luego se extiende 70 kilómetros al noroeste hasta la ciudad de Jäckvik, conteniendo alrededor de 400 islotes, muchos de los cuales tienen una flora y fauna distintiva. La investigación sobre el ecosistema comparable a islas más grandes con pequeños islotes en Hornavan y Uddjaur son populares debido a su entorno no contaminado, y han dado buenos resultados. Un estudio internacional se publicó en Nature titulado Effects of species and functional group loss on island ecosystem properties.
En su extremo meridional, el lago se une con el lago Uddjaure.
La superficie varía entre los 220 y 283 km², pero algunas fuentes dan como constante 251 km²; de cualquier modo, es el lago octavo en tamaño del país. Con una profundidad máxima de 221 metros es también el más profundo.
El lago ha sido cultivado para la energía hidroeléctrica. Todos los lagos en el municipio de Arjeplog tienen agua potable.